# 邓裕强
邓裕强（1976年—），广东东莞人。1999年毕业于北京大学信息管理系。曾在中国电信、移动任职。3G门户网（手机登录3g.cn）创始人之一，3G门户CEO。作为3G门户网的主设计师，邓裕强对无线互联网的发展极具前瞻性思考，对3G的商业模式进行各种无线技术和内容的应用和创新有深刻的理解。曾被评为2007新传媒十大领军人物、“南方报业·别克林荫大道2007十大影响力精英”。